# アブドゥライエ・メイテ
アブドゥライ・メイテ（Abdoulaye Méïté, 1980年10月6日 - ）は、フランス・パリ出身のコートジボワール代表サッカー選手。ニューポート・カウンティAFC所属。ポジションはDF（センターバック）。

## 経歴

### クラブ
1998年にASレッドスター93にてトップデビューを果たすと、ここで大器の片鱗を見せる。
2000年にオリンピック・マルセイユに引き抜かれると順調に経験を積み、毎年出場試合数を増やす。
2006年にはボルトン・ワンダラーズFCへと移籍、プレミアリーグデビューを飾り、レギュラーとして活躍した。
2015年2月13日、スコティッシュ・プレミアシップのロス・カウンティFCとシーズン終了までの契約を結んだ。
2016年2月にセイナヨエン・ヤルカパッロケルホと1年契約を交わしヴェイッカウスリーガに再び参戦したが、同年8月にクラブとの契約を解除。11月25日、フットボールリーグ2のニューポート・カウンティAFCに加入することが発表された。

### 代表
コートジボワール代表史上初のFIFAワールドカップとなった2006 FIFAワールドカップに出場、ドローの結果「死の組」と呼ばれたC組に入る不運にあったが大舞台で強豪国相手に対等なプレーを見せた。

## 所属クラブ
- ASレッドスター93 1998-2000
- オリンピック・マルセイユ 2000-2006
- ボルトン・ワンダラーズFC 2006-2008
- ウェスト・ブロムウィッチ・アルビオンFC 2008-2011
- ディジョンFCO 2011-2012
- FCホンカ 2013-2014
- ドンカスター・ローヴァーズFC 2014
- OFIクレタ 2014-2015
- ロス・カウンティFC 2015
- セイナヨエン・ヤルカパッロケルホ 2016
- ニューポート・カウンティAFC 2016-

## 代表歴

### 出場大会
- コートジボワール代表
  - 2006 FIFAワールドカップ

### 試合数
- 国際Aマッチ 51試合 1得点（2003年-2010年）[4]

| コートジボワール代表 | 国際Aマッチ | 国際Aマッチ |
| 年                   | 出場        | 得点        |
| -------------------- | ----------- | ----------- |
| 2003                 | 2           | 0           |
| 2004                 | 5           | 0           |
| 2005                 | 6           | 0           |
| 2006                 | 11          | 0           |
| 2007                 | 6           | 0           |
| 2008                 | 13          | 1           |
| 2009                 | 5           | 0           |
| 2010                 | 3           | 0           |
| 通算                 | 51          | 1           |

## タイトル
マルセイユ
- UEFAインタートトカップ : 2005